# Leonid Kantorovič
Leonid Vitaljevič Kantorovič (rusky Леони́д Вита́льевич Канторо́вич; 19. ledna 1912 Petrohrad – 7. dubna 1986 Moskva) byl sovětský matematik a ekonom, který v roce 1975 získal spolu s Tjallingem Koopmansem Cenu Švédské národní banky za rozvoj ekonomické vědy na památku Alfreda Nobela za „příspěvek k teorii optimální alokace zdrojů“. Je to jediný člověk ze Sovětského svazu, který tuto cenu získal. Je mimo jiné tvůrcem lineárního programování.

## Životopis
Kantorovič studoval matematiku na Leningradské státní univerzitě v letech 1926–1930, kde studoval mimo jiné u Vladimira Ivanoviče Smirnova, Gregora Michajloviče Fichtenholze a Borise Delaunaye, a v roce 1930 získal doktorát. 
V roce 1934 se stal profesorem matematiky na Leningradské státní univerzitě, kde vyučoval až do roku 1960. Sovětský doktorát (ekvivalent habilitace) získal v roce 1935, kdy byly v Sovětském svazu znovu zavedeny akademické tituly. Zpočátku se zabýval teorií analytických množin a řešil některé Luzinovy problémy. Ve 30. letech 20. století se hodně zabýval funkcionální analýzou (s kolegy napsal v roce 1950 knihu Funkcionalnyj analiz v poluuporjadočennych prostranstvach) a budoval mosty k numerické matematice. V roce 1936 vyšla jeho kniha o aproximačních metodách vyšší analýzy s Vladimirem Ivanovičem Krylovem (1902–1994) a v roce 1959 jeho kniha Funkcionální analýza v normovaných prostorech (Funkcionalnyj analiz v normirovannych prostranstvach) s Glebem Pavlovičem Akilovem. Během druhé světové války vyučoval jako profesor na Vojenské inženýrsko-technické univerzitě v Leningradě a od roku 1944 působil v Matematickém ústavu Akademie věd SSSR v Leningradě, kde vedl oddělení aproximačních metod. V té době se také zajímal o tehdy nově vznikající počítače a v této souvislosti se podílel i na tajných výzkumných pracích v oblasti jaderné techniky. 
V letech 1961–1971 byl profesorem matematiky a ekonomie na Sibiřském oddělení Akademie věd SSSR v Novosibirsku a v letech 1971–1976 byl ředitelem výzkumné laboratoře Moskevského institutu národohospodářského plánování.
Kantorovič dostal ve 30. letech 20. století za úkol optimalizovat výrobu v továrně na dýhy a vyvinul matematickou metodu, která se stala známou jako lineární programování. Napsal několik knih – mimo jiné Matěmatičeskije metody organizacii i planirovanija proizvodstva (The Mathematical Method of Production Planning and Organization, 1939 – Matematická metoda plánování a organizace výroby) a Ekonomičeskij rasčot nailučšego ispolzovanija resursov (1959, Ekonomický výpočet nejlepšího využití zdrojů).

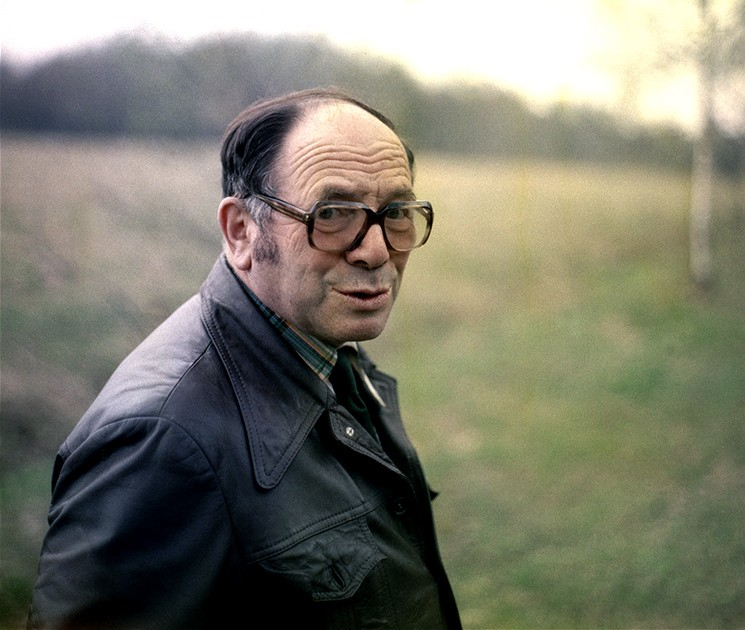
Leonid Vitaljevič Kantorovič v roce 1976

Kantorovič byl od roku 1938 ženatý s lékařkou a měl syna a dceru.
V roce 1958 se stal dopisujícím členem Akademie věd SSSR. V roce 1965 obdržel Leninovu cenu. V roce 1969 byl Kantorovič zvolen členem Americké akademie věd a umění a v roce 1984 mu Univerzita Martina Luthera v Halle-Wittenbergu udělila čestný doktorát.
Ruská akademie věd uděluje od roku 1996 „cenu L. V. Kantoroviče“ (Premija imeni L. V. Kantoroviče). Institut pro výzkum a řízení podniku při Univerzitě Martina Luthera uděluje od roku 2001 „Cenu L. V. Kantoroviče za výzkum“ (L. W. Kantorowitsch-Forschungspreis).